# Kudahuvadhoo
Kudahuvadhoo är en ö i Södra Nilandheatollen i Maldiverna.  Den ligger i administrativa atollen Dhaalu, i den centrala delen av landet, 180 km sydväst om huvudstaden Malé. Kudahuvadhoo är administrativ centralort i Dhaalu. På ön finns en flygplats, Dhaalu flygplats.